# Estádio Antônio Villela
Estádio Antônio Villela – stadion w Santana, Amapá, Brazylia, na którym swoje mecze rozgrywa klub Clube Atlético Aliança.